# Wiener Matrizen-Test 2
Der Wiener Matrizen-Test in der 2. Version (WMT-2) ist ein Rasch-skalierter sprachfreier Kurztest zur Erfassung der Intelligenz. Das Verfahren ist seit 2011 in Anwendung und sieht keine Zeitbegrenzung vor. Die Bearbeitungsdauer beträgt ca. 20 bis maximal 30 Minuten.

## Einsatzbereich
Der Test kann für Jugendliche ab 14 Jahren und Erwachsene eingesetzt werden. Auch Personen, die die Landessprache nur schlecht oder gar nicht beherrschen, können ihn ablegen. Durch die dem Test vorangestellten selbsterklärenden Beispielaufgaben ist im Prinzip sogar eine Vorgabe ohne verbale Instruktion möglich. Der WMT-2 ist ein sprachfreies, kurzes und daher sehr ökonomisches Verfahren zur Erfassung des intellektuellen Leistungsniveaus. Er eignet sich sowohl zur Einzel- als auch zur Gruppenvorgabe.

## Inhalt
Beim WMT-2 handelt es sich um eine gekürzte Fassung des Wiener Matrizen-Tests. Entsprechend dem Aufgabentyp erfasst der Test die Fähigkeit zum schlussfolgernden Denken im Umgang mit abstrakten Symbolen. Diese ist nach Cattell der fluiden Intelligenz (Fähigkeit zum logischen Denken, Erkennen von Zusammenhängen und figuralen Beziehungen sowie Finden von Problemlösungen), welche weitgehend unabhängig von Lernerfahrungen und Kultur ist, zuzuordnen.
Das Konzept des WMT lehnt sich an jenes der Progressive Matrices von Raven an. Jedoch wurden die Items nach bestimmten Aufbauregeln konstruiert und anschließend einer messtheoretischen Analyse nach dem Rasch-Modell unterzogen. Der WMT-2 wurde gegenüber dem WMT um sechs Items von den ursprünglich 24 Items auf nunmehr 18 Items gekürzt. Die verbliebenen 18 Items können nach neuerlichen umfangreichen Rasch-Modellprüfungen in Stichproben aus Österreich, Deutschland und den Vereinigten Arabischen Emiraten auch mehr als 30 Jahre nach deren Entwicklung als ausreichend modellkonform betrachtet werden. Somit kann dem WMT auch Kulturunabhängigkeit in dem Sinne bescheinigt werden, dass er einen bestimmten Aspekt von Intelligenz erfasst, der Personen aus verschiedenen Kulturkreisen gleichermaßen zukommt.

## Güte

### Reliabilität
Die Reliabilität (Cronbachs Alpha) liegt in den untersuchten Stichproben zwischen .76 und .81.

### Validität
Die Korrelation mit den Standard Progressive Matrices (SPM) von Raven beträgt in einer österreichischen Stichprobe r = .74 (N = 168). Ein relativ starker Zusammenhang von r = .69 mit dem Dreidimensionalen Würfeltest (3DW) lässt sich dadurch erklären, dass Matrizentests allgemein auch mit dem Sekundärfaktor „Visualisierung“ nach Cattell, welchem die Raumvorstellungsfähigkeit zugeordnet ist, korrelieren. 
Mit dem Zahlenverbindungstest (ZVT), der die Informationsverarbeitungsgeschwindigkeit und somit „Perceptual Speed“ erfasst, zeigte sich erwartungsgemäß nur ein sehr schwacher Zusammenhang von r = .29. Der WMT-2 sieht keine Zeitbeschränkung vor und erfasst schlussfolgerndes Denken, während es sich beim ZVT laut Manual um einen „spezifischen Intelligenztest zur Messung der kognitiven Leistungsgeschwindigkeit“ handelt. Somit erfassen diese beiden Tests unterschiedliche Bereiche der Intelligenz.
Schüler mit der Note „sehr gut“ in Mathematik haben signifikant bessere Testleistungen im WMT-2 als Schüler mit schlechteren Noten.

### Normen
Es stehen Normwerte für Erwachsene zwischen 19 und 64 Jahren für verschiedene Bildungsniveaus (ohne Abitur, Abitur, Universität/Fachhochschule/Kolleg), für österreichische Schülerinnen und Schüler zwischen 14 und 19 Jahren aus verschiedenen Schultypen (Hauptschulen, Gymnasien, Berufsschulen, Berufsbildende Höhere Schulen mit oder ohne Abitur) sowie für Berliner Schülerinnen und Schüler zwischen 14 und 25 Jahren aus verschiedenen Schultypen (Gesamtschulen, Berufsschulen) zur Verfügung.